# Lagarotis erythrocera
Lagarotis erythrocera är en stekelart som först beskrevs av Johann Ludwig Christian Gravenhorst 1829.  Lagarotis erythrocera ingår i släktet Lagarotis, och familjen brokparasitsteklar. Arten är reproducerande i Sverige.